# 千葉県道407号我孫子流山自転車道線

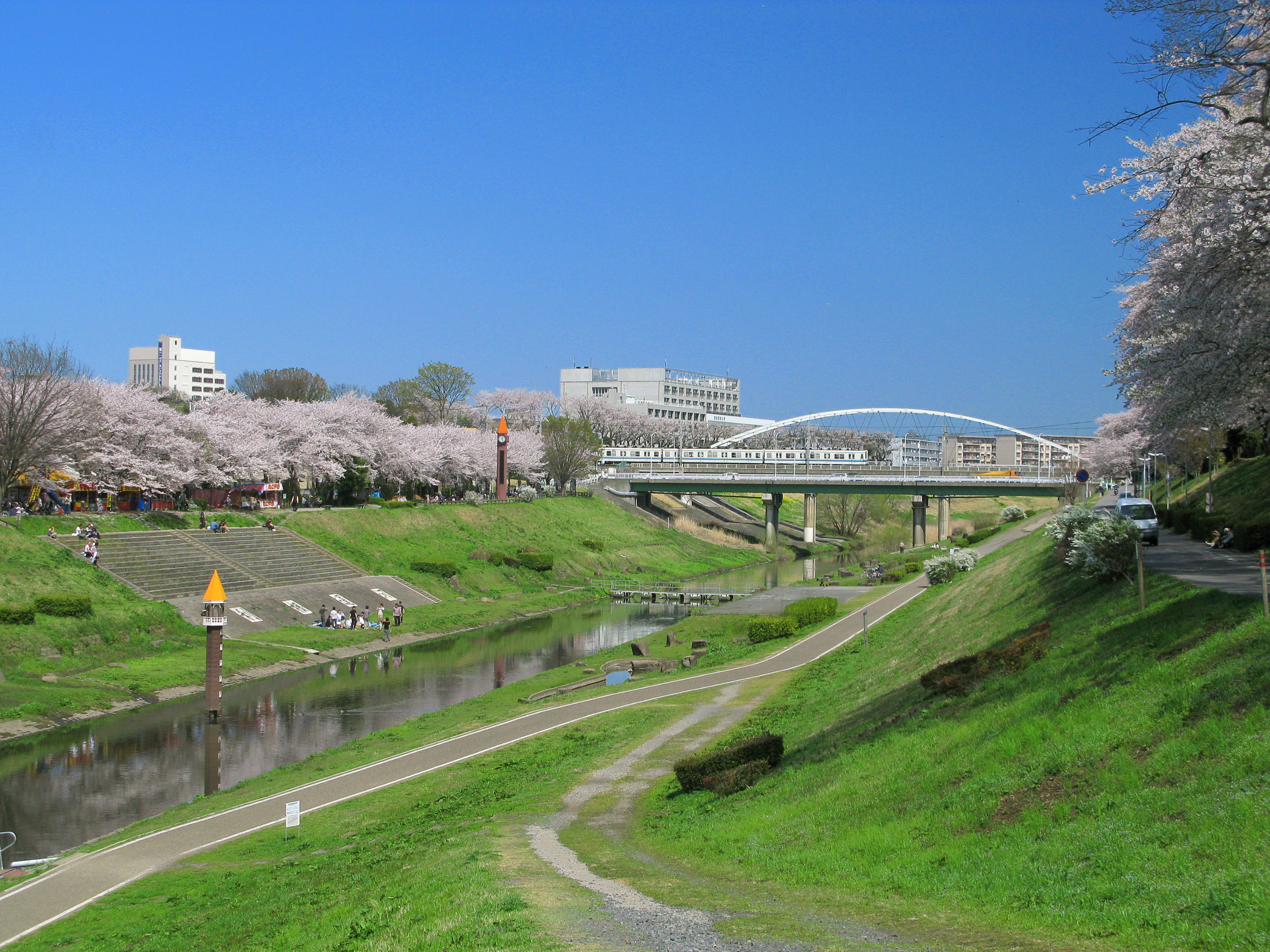
流山市立運河水辺公園付近

千葉県道407号我孫子流山自転車道線（ちばけんどう407ごう あびこながれやまじてんしゃどうせん）は、千葉県我孫子市布佐から流山市深井新田に至る一般県道の自転車道である。大規模自転車道の一路線で、通称手賀沼自転車道（てがぬま じてんしゃどう）。手賀沼および利根運河に沿っている。

## 概要
- 起点：我孫子市布佐（千葉県道409号佐原我孫子自転車道線交点）[1]
- 終点：流山市深井新田（深井新田橋南詰、千葉県道401号松戸野田関宿自転車道線交点）
- 総延長：*.* km（柏土木事務所管内：16.116 km、東葛飾土木事務所管内：*.* km）
- 重用延長：*.* km（柏土木事務所管内：0.0 km[1]、東葛飾土木事務所管内：*.* km）
- 未供用延長：なし（柏土木事務所管内：*.* km、東葛飾土木事務所管内：*.* km）
- 実延長：*.* km（柏土木事務所管内：16.116 km[1]、東葛飾土木事務所管内：*.* km）

### 未供用区間
下記の19.2 kmが、未供用である。
- 我孫子市布佐 - 柏市浅間橋
- 柏市柏下 - 流山市東深井

## 通過する自治体
- 千葉県
  - 我孫子市 - 印西市 - 柏市 - 流山市

## 交差・接続する道路
- （我孫子市布佐：ここより未供用区間）
  - （千葉県道409号佐原我孫子自転車道線：未供用）（起点）
  - 千葉県道4号千葉竜ヶ崎線
  - 国道356号 - 都交差点
  - 千葉県道4号千葉竜ヶ崎線（重複区間）
  - JR成田線
  - 国道356号（重複区間）
- （柏市浅間橋：ここまで未供用区間）
- 手賀川 - 浅間橋
- 千葉県道8号船橋我孫子線 - 柏市箕輪新田（手賀大橋南詰）
- 大津川
- （柏市柏下：ここより未供用区間）
  - JR常磐線
  - 国道6号
  - 大堀川
  - 国道16号
  - 首都圏新都市鉄道つくばエクスプレス
  - 千葉県道47号守谷流山線（都市軸道路、柏市都市計画道路3・2・40号十余二船戸線）
  - 千葉県道47号守谷流山線（守谷街道）
  - 国道16号（ここより重複区間） - 十余二工業団地入口交差点
  - 常磐自動車道
  - 国道16号（ここまで重複区間） - 柏大橋南詰
- （流山市東深井：ここまで未供用区間）
- 東武鉄道野田線
- 流山街道（旧千葉県道5号松戸野田線） - 運河橋
- 千葉県道5号松戸野田線（旧松戸野田有料道路）- 運河大橋
- 千葉県道401号松戸野田関宿自転車道線（終点）

## 沿革
- 1991年4月19日 - 県道指定[2]。
- 1992年 - 一部開通。